# Vasul miraculos
Vasul miraculos (1971) (titlu original The Fabulous Riverboat) este un roman science fiction, al doilea din seria Lumea Fluviului creată de Philip José Farmer.  
O versiune mai scurtă a romanului a fost serializată în revista If cu titlul „The Felled Star” (iulie și august 1967) și „The Fabulous Riverboat” (iunie și august 1971). 

## Acțiunea romanului
Îndepărtându-se de cele narate în primul roman, Înapoi la trupurile voastre răzlețite!, Vasul miraculos urmărește eforturile lui Samuel Clemens (numele real al lui Mark Twain) de a găsi un mod pentru a construi un vapor cu zbaturi într-o loc sărac în metale, cum este Lumea Fluviului. De la un membru al celor responsabili pentru readucerea la viață a omenirii, el află că metalele pot fi găsite în susul fluviului. În căutarea lui, Clemens se aliază cu  un viking din secolul al X-lea, Eric Bloodaxe, care deținde o secure făcută din metal și cu un hominid preistoric gigantic, numit Joe Miller. Alt motiv care îl animă pe Clemens să pornească în această călătorie îl reprezintă regăsirea fostei lui soții de pe Pământ, Livy.
Pe parcursul călătoriei, ei sunt surprinși de căderea unui meteorit, ale cărui distrugeri sunt apoi reparate miraculos în mai puțin de o zi. Știind că resturile meteoritului conțin metale, pornesc în căutarea lui, alături de un nou personaj, aviatorul german Lothar von Richthofen, un as din Primul Război Mondial și frate al faimosului Baron Roșu. Neavând încredere în Bloodaxe, Clemens pune la cale asasinarea lui.
Odată cu dezgroparea tot mai multor resurse metalice, nivelul tehnologic crește, ajungându-se la reapariția armelor de foc. Deși meteoritul căzut este bogat în nichel și fier, Clemens are nevoie și de alte materiale pentru a-și construi vaporul, lucru pentru care începe să facă schimburi comerciale cu regatele vecine. Unul dintre acestea, condus de regele Ioan Fără-de-Țară, invadează teritoriul pe care se află Clemens și îl cucerește, dând naștere țării Parolando. 
În afară de acest lucru, Clemens are parte de un șoc neplăcut când sosește soția sa, în compania lui Cyrano de Bergerac. Deși este devastat de situație, Clemens se împrietenește cu Cyrano, care este unul dintre cei mai buni spadasini din lume.
Parolando este atacat de un regat vecin, „Soul City”, iar Ioan Fără-de-Țară îl trădează pe Clemens, furându-i vasul cu zbaturi Nu se închiriază, pe care acesta reușise să îl construiască în cele din urmă.